# Calcarele cu hippuriți din Valea Crișului
Calcarele cu hippuriți din Valea Crișului este o arie protejată de interes național ce corespunde categoriei a IV-a IUCN (rezervație naturală de tip paleontologic) situată în nord-vestul Transilvaniei, pe teritoriul județului Bihor.

## Localizare
Aria naturală se află în extremitatea estică a județului Bihor, pe teritoriul administrativ al comunei Bratca în sud-vestul satului Valea Crișului, în imediata apropiere a drumului comunal DC174; care leagă satul Bratca de drumul național DN1.

## Descriere
Rezervația naturală a fost declarată arie protejată prin Legea Nr.5 din 6 martie 2000 (privind aprobarea Planului de amenajare a teritoriului național - Secțiunea a III-a - zone protejate, publicată în Monitorul Oficial al României, Nr.152 din 12 aprilie 2000) și se întinde pe o suprafață de 0,40 hectare. Aceasta reprezintă un recif de rudiști (grup fosil de moluște lamelibranhiate) constituit într-o colonie de milioane de indivizi, ce formează un perete compact de peste 15 m. grosime..

## Obiective de interes turistic aflate în vecinătate
- Biserica de lemn „Sfinții Arhangheli Mihail și Gavriil” din Beznea, lăcaș de cult (ridicat în 1723) aflat pe lista monumentelor istorice (cod LMI BH-II-m-B-01141).
- Biserica de lemn „Sfinții Arhangheli Mihail și Gavriil” din Valea Crișului, construcție datată din secolul al XVIII-lea,  monument istoric (cod LMI BH-II-m-B-01225).